# Acidente do GA8 Airvan da Skydive Umeå em 2019
Em 14 de julho de 2019, um Gippsland GA8 Airvan caiu em uma ilhota de um rio na Suécia, após sofrer uma falha estrutural que matou todas as nove pessoas a bordo. Consequentemente, o Gippsland GA8 Airvan foi aterrado pela Autoridade de Segurança da Aviação Civil da Austrália, a Autoridade de Segurança da Aviação Civil da Nova Zelândia e a Agência Europeia para a Segurança da Aviação na União Europeia. A ordem de aterramento foi emitida em 20 de julho e deveria ser executada até 3 de agosto, mas foi suspensa quando o CASA descobriu que não havia evidências de uma condição insegura, e a EASA disse que a aeronave naufragada foi exposta a cargas aerodinâmicas além dos limites especificados na certificação de tipo.

## Aeronave
A aeronave acidentada era um Gippsland GA8-TC320 Airvan, com prefixo SE-MES. Fabricado em 2012, a aeronave já havia operado na Austrália sob o registro VH-EZS.

## Acidente
A aeronave decolou do Aeroporto de Umeå às 13:33, horário local, com um piloto e oito paraquedistas a bordo. Um relatório de rádio foi feito de que a aeronave estava a uma altitude de 4.000 metros (13.000 pés), e os paraquedistas estavam prontos para pular, mas a aeronave caiu pouco depois das 14:00 em Storsandskär, uma ilhota no Rio Ume adjacente ao aeroporto de Umeå. Todos a bordo morreram. Testemunhas relataram que alguns dos paraquedistas tentaram pular da aeronave antes dela cair. A Linha de Bótnia foi consequentemente fechada, mas reaberta às 18:30. A queda da aeronave foi filmada por um morador local. O acidente é o mais mortal envolvendo o GA8 Airvan.
Em 19 de julho, a EASA emitiu uma Diretiva de Aeronavegabilidade de Emergência, proibindo a operação do Gippsland GA8 Airvan no espaço aéreo da União Europeia, com vigência a 20 de julho até novo aviso. A CASA também proibiu a operação da aeronave no espaço aéreo australiano a partir de 20 de julho por 15 dias, mas com a opção de estender o prazo. Em 20 de julho, o CAANZ suspendeu os certificados de aeronavegabilidade de todas as aeronaves Gippsland GA8 Airvan em operação na Nova Zelândia. O CASA e a EASA revogaram a ordem de proibição em 25 de julho.

## Investigação
A Autoridade Sueca de Investigação de Acidentes abriu uma investigação sobre o acidente. Investigadores do SHK chegaram a Storsandskär em 15 de julho, e em 16 de julho foi anunciado que os destroços seriam transferidos para a sede do SHK para investigação adicional. Uma via de investigação é a falha estrutural de uma asa em voo.
Um relatório preliminar foi lançado em 18 de setembro de 2019. Este relatório não faz nenhuma conclusão final, mas observou que a aeronave mergulhou muito rapidamente e se desintegrou no ar.
O relatório final foi emitido em 9 de setembro de 2020. Este relatório concluiu que, aproximadamente 30 segundos antes do salto dos paraquedistas, a aeronave estolou e posteriormente entrou na nuvem em uma descida rápida e acelerada. A falta de experiência do piloto e a perda de pistas visuais impediram uma recuperação subsequente para o voo controlado. Cargas excessivas experimentadas durante a descida descontrolada levaram ao colapso da aeronave.
O SHK calculou que a aeronave provavelmente estava acima do peso na decolagem com um centro de gravidade (cg) à ré do limite permitido e observou que os preparativos normais para uma corrida de paraquedismo deveriam fazer com que o cg mudasse mais para a ré em um momento coincidente com o impedir. A perda de estabilidade longitudinal resultante, combinada com a velocidade do ar já baixa e decrescente em um momento de alta carga de trabalho do piloto, provavelmente levou à saída do voo controlado.
O relatório observou que:
- Nenhum cálculo de massa e equilíbrio foi realizado antes do voo do acidente, e os operadores de paraquedismo na Suécia não tinham meios de realizar tais cálculos rotineiramente.
- Embora legalmente habilitado para operar o voo, o piloto era inexperiente em operações de paraquedismo e não havia mecanismo formal de treinamento disponível para o desenvolvimento e qualificação de pilotos de salto.
- Em geral, os paraquedistas não estavam cientes da importância de respeitar os limites de massa e equilíbrio e a aeronave acidentada não trazia marcações ou avisos que lhes permitissem cumprir esses limites.

Foram feitas recomendações correspondentes à Agência Europeia para a Segurança da Aviação e à Agência Sueca de Transportes.